# DDT (luta profissional)
Na luta profissional, um DDT é qualquer movimento em que o lutador cai para trás ou outra direção forçando a cabeça do inimigo contra o tapete. O clássico DDT é realizado colocando o adversário em uma frente facelock (prendendo a cabeça do oponente embaixo do braço) e caindo para trás de modo que o adversário é forçado a mergulhar de cabeça contra o solo.
O movimento foi nomeado por Jake "The Snake" Roberts, que acidentalmente inventou o movimento na década de 1980. A abreviatura DDT veio da química dichloro-diphenyl-trichloroethane, um notório pesticida, como Jake afirmou em entrevistas. Muitos pensam que a expressão DDT foi aplicada porque o produto químico DDT é um químico perigoso enterrado no terreno que possam causar danos cerebrais e defeitos. Do mesmo modo, a manobra DDT enterra a cabeça do adversário contra o chão.

## Tipos

### Double Underhook DDT
O lutador se inclina para a frente de seu oponente e prende os braços do adversário sobre suas costas e prende a cabeça em baixo de um de seus braços, e depois cai de costas levando a cabeça do oponente até o chão. É tambem conhecido como Double Arm DDT ou Butterfly DDT.
Os lutadores Mick Foley e Drew McIntyre utilizam esse golpe. Jon Moxley utilizava esse golpe com o nome de Dirty Deeds em seu período na WWE. Hoje em dia, utiliza uma versão levantando o oponente, chamada de Paradigm Shift.

### Elevated DDT
Esse golpe é realizado de uma altura mais elevada, normalmente do topo das cordas, em que o oponente se encontra no topo e quem realiza o ataque está numa posição um pouco mais baixa. Com a cabeça do oponente presa em baixo do braço o wrestler cai pra trás forçando o mergulho de cabeça do oponente. Também conhecido como Diving DDT.

### Fireman's Carry DDT
Tambem conhecido como Fireman's carry implant DDT, o golpe se inicia com um Fireman's Carry (colocando o oponente deitado sobre os ombros) e depois aremessando as pernas para frente e prendendo a cabeça por baixo do braço e caindo de costas resultando em uma queda de cabeça no tablado.

### Snap DDT
Após prender a cabeça do adversário por baixo do braço, o Wrestler joga as pernas pra frente fazendo uma queda rápida levando a cabeça ou a testa ao chão.

### Tornado DDT
Normalmente realizado de uma estrutura pouca elevada, normalmente do topo das cordas, prendendo a cabeça por baixo do braço e se jogando pra frente dando um pequeno giro em volta do adversário e caindo deitado forçando a cabeça contra o tablado.

### Ropewalk DDT
O atacante anda nas cordas até um certo ponto, e então, pula, segurando o oponente em posição DDT, acertando sua cabeça no chão.
gr

### Corckscrew DDT
É um ataque que exige muita técnica. O atacante sobe na Top Rope, e então pula, fazendo um giro 360° no ar horizontalmente, pegando e jogando o oponente em posição DDT.

### Falling DDT
O atacante para usar este golpe, tem que ter no máximo 90 quilos, pois ele segura o oponente em posição DDT, saltando sobre o mesmo, e então, o deruba num Reverse DDT. Normalmente usado por Último Dragon

### Implanted DDT
O atacante segura o oponente em posição DDT, mas, agarra normalmente a calça com a outra mão, o levanta e o arremessa no chão. Popularizado por Edge com o nome Edgecution e utilizado como finisher por Bobby Roode, com o nome Glorious DDT.

### Taunt DDT
Como o próprio nome já diz, realiza-se uma taunt segurando o oponente em posição DDT. Conhecido como Dreamer DDT de Tommy Dreamer.

### Moonsault DDT
O atacante segura o oponente em posição DDT, mas sobe no Turnbuckle, pulando de forma Moonsault sobre o oponente, segurando o oponente num Reverse DDT, jogando-o no chão. Golpe utilizado por The Brian Kendrick e AJ Styles.

### Head Scissors DDT
O atacante vem numa tesoura invertida. Quando o atancante volta a sua posição original (de frente pro oponente), ele segura a cabeça de seu oponente, e cai no DDT.

### Diving DDT
O lutador que realiza o golpe deve estar em cima do top rope , e cai segurando a cabeça do oponente como num DDT normal. Golpe utilizado pelo ex-wwe Paul London e pelo atual WWE Sin Cara.

### Springboard DDT
Muito semelhante ao diving DDT , só que de forma springboard. Golpe usado por Kofi Kingston.

## Hangman's DDT
O lutador que vai sofrer o golpe deve estar entre as cordas , e o que vai realizar o golpe deve arrastá-lo pela cabeça , deixando apenas com os pés pendurados na corda , e se joga no chão , causando um impacto de DDT normal. Golpe usado pelo WWE Randy Orton

### Float Over DDT
O lutador que realiza o golpe deve dar uma volta por cima do adversário , e no término dessa volta , tem que segurar a cabeça do adversário e cair no impacto de um DDT. Golpe usado por Percy Watson , Randy Orton e CM Punk.

## Inverted Facelock
Essa variação é utilizada de forma invertida, em que pelas costas do adversário se coloca a cabeça por baixo do braço mas com a face pra cima encurvado para trás, ao contrário do modo normal em que se fica de barriga pra baixo. Essa variação atinge quase sempre a parte de trás ou o topo da cabeça.

### Inverted DDT
De pé atrás de seu adversário na posição de inverted facelock, o wrestler cai para trás para bater a cabeça do adversário no tablado. Também conhecido como um Reverse DDT.

### Lifting Reverse DDT
Após colocar o adversário num inverted Facelock com um braço e levantar o corpo dele com outro braço, o lutador então cai pra trás trasendo a cabeça do adversário ao solo.

### Reverse Tornado DDT
O wrestler aplica um inverted facelock a partir de uma posição elevada (por exemplo, sentado no topo do corner) contra um adversário em pé no ringue. Ele, em seguida, salta girando em volta do adversário usando o impulso do salto e cai para a frente batendo a parte traseira da cabeça do adversário no solo.

### Spike DDT
Esta variação do DDT é na verdade uma mistura de um brainbuster e lifting DDT. O primeiro wrestler aplica um front facelock, em seguida ele levanta o oponente em uma posição (quase) vertical e se joga para trás soltando a cabeça do oponente para bater no chão.

### Standing Shiranui
Este golpe se inicia com o oponente preso num três quartos facelock (com o queixo do adversário que está por trás preso em um dos ombros), e se executa um backflip (mortal para trás) sobre o adversário, transformando o três quartos facelock em um inverted facelock antes de forçar a cabeça do adversário contra o chão, caindo sentado. O wrestler Ultimo Dragon fazia esse golpe com o nome de Asai DDT.